# Nicolae Bălcescu, Teleorman
Nicolae Bălcescu este un sat în comuna Călmățuiu din județul Teleorman, Muntenia, România.
În anul 1920, acest sat purta denumirea de „Vodă Carol”. Se află situat pe valea râului Călmățui și se învecinează cu satele Dorobanțu și Bujoru.